# 조니 플린 (농구 선수)

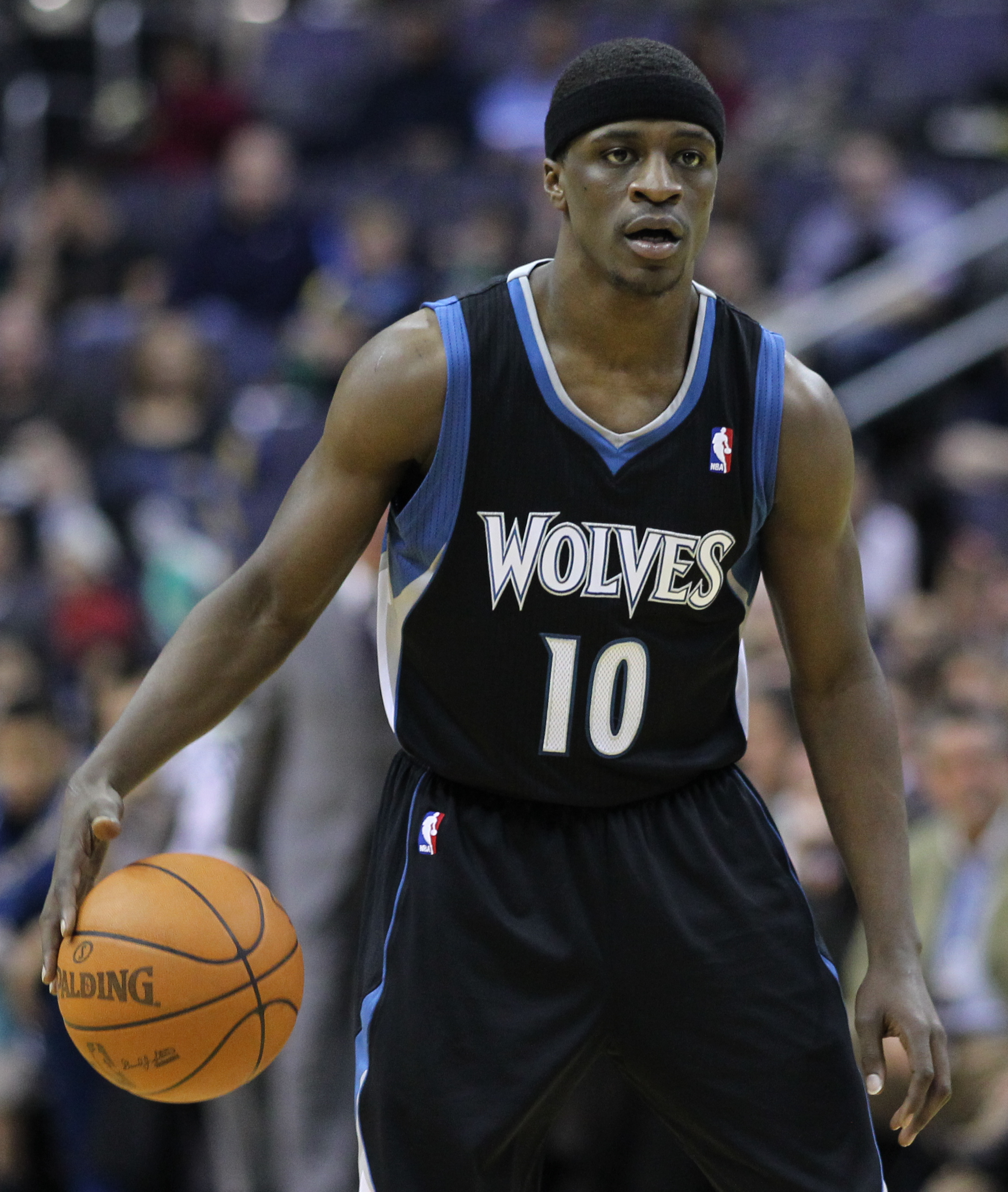
조니 플린

조니 윌리엄 플린(Jonny William Flynn, 1989년 2월 6일 ~ )은 미국의 농구 선수이다.

## 고등학교 시절
플린과 나이아가라폴스 고등학교는 2005년 뉴욕주 공립 고등학교 및 연맹 선수권 대회에서 우승했다. 그는 또한 4학년 이후 뉴욕주 미스터 바스켓볼(Mr. Basketball)로 지명되었다. 2007년에 졸업했을 때 그는 라이벌스닷컴(Rivals.com)에서 전체 22위, 포인트 가드 4위, 스카우트닷컴(Scout.com)에서는 전체 23위, 포인트 가드 4위에 올랐다. 플린은 2007년 맥도널드 올아메리칸(McDonald's All-American) 선수였으며 테네시주 멤피스에서 열린 제10회 나이키 훕 서밋(Nike Hoop Summit)에서 월드 셀렉트 팀과 경쟁한 2007년 USA 농구 주니어 내셔널 셀렉트 팀에 이름을 올렸다. 플린은 미네소타 팀버울브스의 여름 리그 팀의 일원으로 함께 뛰었던 가드/포워드 폴 해리스의 전 고등학교 및 대학 동료였다. 고학년 때 플린은 평균 26.7득점, 6.0어시스트, 3.5스틸, 3.3리바운드를 기록했다.